# معارف بهاء
معارف مجموعه‌ای از یادداشت‌های بهاءالدین ولد، پدر مولوی، است که توسط پیروانش جمع‌آوری شده‌است. این کتاب مهم‌ترین منبع شناخت افکار و اعتقادات بهاء، سرگذشت خانواده‌اش و عوامل اثرگذار بر شکل‌گیری افکار مولوی است. معارف به قصد انتشار نوشته نشده بود، و در واقع تحول و تکامل معنوی مؤلف و نوعی از نگارش «اعتراف‌گونه» را نشان می‌دهد که بیشتر صوفیان به آن می‌پرداختند. برخی از صوفیان گفتار، رفتار، و احساسات روزانهٔ خود را یادداشت می‌کردند و آن‌ها را در پایان هر روز برای ثبت دقیق اعمال و پیشرفت معنوی‌شان مرور می‌کردند. این یادداشت‌ها خصوصی تلقی شده و به قصد انتشار یا اطلاع عموم مردم نوشته نمی‌شد.
فرانکلین لوئیس با توجه به رویدادهای تاریخی مرقوم در کتاب، زمان نگارش بخش‌هایی از آن را در سال‌های ۱۲۰۰ تا ۱۲۱۱ میلادی یا حتی زودتر می‌داند. محبوب سراج معتقد است بخش‌هایی از آن پس از کوچ خانوادهٔ بهاءالدین به غرب نوشته شده‌است اما فریتس مایر شواهد او را قانع‌کننده نمی‌یابد.
بدیع‌الزمان فروزانفر شیفتهٔ «ظرافت بیان» در معارف بهاء بود و آن را یکی از بهترین نمونه‌های نثر منظوم زبان فارسی می‌دانست. محبوب سراج ظرافت و زیبایی آن را با حافظ و سعدی و مولوی مقایسه کرده‌است. اما فرانکلین لوئیس این تعریف‌ها را به پای جانبداری مصحح از موضوع قلمداد کرده و مردود شمرده اما منکر ارزش‌های آن نشده‌است.
ویراست فارسی این کتاب را بدیع‌الزمان فروزان‌فر در سال ۱۳۳۳ به چاپ رساند.